# Cybister cognatus
Cybister cognatus är en skalbaggsart som beskrevs av Sharp 1882. Cybister cognatus ingår i släktet Cybister och familjen dykare. Inga underarter finns listade i Catalogue of Life.